# Pristimantis inguinalis
Pristimantis inguinalis är en groddjursart som först beskrevs av Parker 1940.  Pristimantis inguinalis ingår i släktet Pristimantis och familjen Strabomantidae. IUCN kategoriserar arten globalt som livskraftig. Inga underarter finns listade i Catalogue of Life.